# Eleições parlamentares europeias de 2024 no distrito de Évora
| Eleições parlamentares europeias de 2024 Distritos: Aveiro \| Beja \| Braga \| Bragança \| Castelo Branco \| Coimbra \| Évora \| Faro \| Guarda \| Leiria \| Lisboa \| Portalegre \| Porto \| Santarém \| Setúbal \| Viana do Castelo \| Vila Real \| Viseu \| Açores \| Madeira \| Estrangeiro |

## Resultados por concelho
Os resultados nos concelhos do Distrito de Évora foram os seguintes:

### Alandroal
| Partido                 | Partido                                  | Votos | %               | +/-   |
| ----------------------- | ---------------------------------------- | ----- | --------------- | ----- |
|                         | Partido Socialista                       | 821   | 39,38 / 100,00  | 12,69 |
|                         | Aliança Democrática (PPD/PSD-CDS-PP-PPM) | 375   | 17,99 / 100,00  | 9,06  |
|                         | Coligação Democrática Unitária (PCP-PEV) | 286   | 13,72 / 100,00  | 7,26  |
|                         | CHEGA                                    | 246   | 11,80 / 100,00  | -     |
|                         | Iniciativa Liberal                       | 131   | 6,28 / 100,00   | 6,00  |
|                         | Bloco de Esquerda                        | 81    | 3,88 / 100,00   | 1,92  |
|                         | LIVRE                                    | 44    | 2,11 / 100,00   | 1,47  |
|                         | Outros (com menos de 1,00%)              | 61    | 2,93 / 100,00   |       |
| Votos Inválidos         | Votos Inválidos                          | 40    | 1,92 / 100,00   | 2,04  |
| Total                   | Total                                    | 2 085 | 100,00 / 100,00 |       |
| Eleitorado/Participação | Eleitorado/Participação                  | 4 367 | 47,74 / 100,00  | 24,42 |

| Freguesia                                         | %     | %     | %     | %     | %    | %    | %    | Votantes |
| Freguesia                                         | PS    | AD    | CDU   | CH    | IL   | BE   | L    | Votantes |
| ------------------------------------------------- | ----- | ----- | ----- | ----- | ---- | ---- | ---- | -------- |
| Freguesia                                         |       |       |       |       |      |      |      | Votantes |
| Capelins (Santo António)                          | 44,74 | 15,79 | 10,96 | 7,89  | 3,95 | 5,70 | 3,51 | 228      |
| N.S. da Conceição, São Brás dos Matos e Juromenha | 36,47 | 21,65 | 11,18 | 11,41 | 9,65 | 4,35 | 1,76 | 850      |
| Santiago Maior                                    | 42,21 | 12,99 | 21,10 | 11,69 | 2,92 | 3,08 | 1,62 | 616      |
| Terena (São Pedro)                                | 38,11 | 19,18 | 9,21  | 15,09 | 5,63 | 3,07 | 2,81 | 391      |
| Alandroal                                         | 39,38 | 17,99 | 13,72 | 11,80 | 6,28 | 3,88 | 2,11 | 2 085    |

### Arraiolos
| Partido                 | Partido                                  | Votos | %               | +/-   |
| ----------------------- | ---------------------------------------- | ----- | --------------- | ----- |
|                         | Partido Socialista                       | 1 154 | 32,44 / 100,00  | 2,75  |
|                         | Coligação Democrática Unitária (PCP-PEV) | 744   | 20,92 / 100,00  | 15,86 |
|                         | Aliança Democrática (PPD/PSD-CDS-PP-PPM) | 676   | 19,00 / 100,00  | 7,28  |
|                         | CHEGA                                    | 287   | 8,07 / 100,00   | -     |
|                         | Iniciativa Liberal                       | 274   | 7,70 / 100,00   | 7,59  |
|                         | Bloco de Esquerda                        | 138   | 3,88 / 100,00   | 2,48  |
|                         | LIVRE                                    | 131   | 3,68 / 100,00   | 2,84  |
|                         | Outros (com menos de 1,00%)              | 71    | 1,99 / 100,00   |       |
| Votos Inválidos         | Votos Inválidos                          | 82    | 2,31 / 100,00   | 2,83  |
| Total                   | Total                                    | 3 557 | 100,00 / 100,00 |       |
| Eleitorado/Participação | Eleitorado/Participação                  | 5 840 | 60,91 / 100,00  | 28,70 |

| Freguesia                  | %     | %     | %     | %     | %    | %    | %    | Votantes |
| Freguesia                  | PS    | CDU   | AD    | CH    | IL   | BE   | L    | Votantes |
| -------------------------- | ----- | ----- | ----- | ----- | ---- | ---- | ---- | -------- |
| Freguesia                  |       |       |       |       |      |      |      | Votantes |
| Arraiolos                  | 31,67 | 20,33 | 19,40 | 6,55  | 9,26 | 4,06 | 4,32 | 1 923    |
| Gafanhoeira e Sabugueiro   | 34,35 | 35,28 | 12,38 | 6,07  | 3,74 | 3,50 | 1,64 | 428      |
| Igrejinha                  | 39,36 | 17,02 | 13,56 | 12,50 | 6,12 | 2,66 | 3,72 | 376      |
| São Gregório e Santa Justa | 26,98 | 26,59 | 19,44 | 13,49 | 3,57 | 1,98 | 4,76 | 252      |
| Vimieiro                   | 31,49 | 12,28 | 25,95 | 9,34  | 8,30 | 5,19 | 2,60 | 578      |
| Arraiolos                  | 32,44 | 20,92 | 19,00 | 8,07  | 7,70 | 3,88 | 3,68 | 3 557    |

### Borba
| Partido                 | Partido                                  | Votos | %               | +/-   |
| ----------------------- | ---------------------------------------- | ----- | --------------- | ----- |
|                         | Partido Socialista                       | 1 089 | 45,11 / 100,00  | 4,39  |
|                         | Aliança Democrática (PPD/PSD-CDS-PP-PPM) | 494   | 20,46 / 100,00  | 5,21  |
|                         | CHEGA                                    | 240   | 9,94 / 100,00   | -     |
|                         | Coligação Democrática Unitária (PCP-PEV) | 203   | 8,41 / 100,00   | 4,01  |
|                         | Iniciativa Liberal                       | 146   | 6,05 / 100,00   | 5,78  |
|                         | Bloco de Esquerda                        | 96    | 3,98 / 100,00   | 5,34  |
|                         | LIVRE                                    | 43    | 1,78 / 100,00   | 1,32  |
|                         | Outros (com menos de 1,00%)              | 53    | 2,19 / 100,00   |       |
| Votos Inválidos         | Votos Inválidos                          | 50    | 2,07 / 100,00   | 2,95  |
| Total                   | Total                                    | 2 414 | 100,00 / 100,00 |       |
| Eleitorado/Participação | Eleitorado/Participação                  | 5 766 | 41,87 / 100,00  | 23,54 |

| Freguesia              | %     | %     | %     | %    | %    | %    | %    | Votantes |
| Freguesia              | PS    | AD    | CH    | CDU  | IL   | BE   | L    | Votantes |
| ---------------------- | ----- | ----- | ----- | ---- | ---- | ---- | ---- | -------- |
| Freguesia              |       |       |       |      |      |      |      | Votantes |
| Borba (Matriz)         | 44,99 | 21,81 | 9,05  | 8,00 | 6,14 | 3,55 | 1,37 | 1 238    |
| Borba (São Bartolomeu) | 46,43 | 19,20 | 11,16 | 8,93 | 4,91 | 4,02 | 2,68 | 224      |
| Orada                  | 43,33 | 16,67 | 11,90 | 8,10 | 8,10 | 3,81 | 3,81 | 210      |
| Rio de Moinhos         | 45,42 | 19,68 | 10,51 | 9,03 | 5,66 | 4,72 | 1,62 | 742      |
| Borba                  | 45,11 | 20,46 | 9,94  | 8,41 | 6,05 | 3,98 | 1,78 | 2 414    |

### Estremoz
| Partido                 | Partido                                  | Votos  | %               | +/-   |
| ----------------------- | ---------------------------------------- | ------ | --------------- | ----- |
|                         | Partido Socialista                       | 1 579  | 33,88 / 100,00  | 9,06  |
|                         | Aliança Democrática (PPD/PSD-CDS-PP-PPM) | 1 257  | 26,97 / 100,00  | 5,88  |
|                         | CHEGA                                    | 589    | 12,64 / 100,00  | -     |
|                         | Iniciativa Liberal                       | 358    | 7,68 / 100,00   | 7,43  |
|                         | Coligação Democrática Unitária (PCP-PEV) | 355    | 7,62 / 100,00   | 2,93  |
|                         | Bloco de Esquerda                        | 176    | 3,78 / 100,00   | 4,82  |
|                         | LIVRE                                    | 144    | 3,09 / 100,00   | 2,01  |
|                         | Outros (com menos de 1,00%)              | 110    | 2,35 / 100,00   |       |
| Votos Inválidos         | Votos Inválidos                          | 92     | 1,97 / 100,00   | 4,08  |
| Total                   | Total                                    | 4 660  | 100,00 / 100,00 |       |
| Eleitorado/Participação | Eleitorado/Participação                  | 10 941 | 42,59 / 100,00  | 18,57 |

| Freguesia                                          | %     | %     | %     | %     | %     | %    | %    | Votantes |
| Freguesia                                          | PS    | AD    | CH    | IL    | CDU   | BE   | L    | Votantes |
| -------------------------------------------------- | ----- | ----- | ----- | ----- | ----- | ---- | ---- | -------- |
| Freguesia                                          |       |       |       |       |       |      |      | Votantes |
| Ameixial (Santa Vitória e São Bento)               | 33,65 | 26,67 | 14,60 | 7,94  | 7,62  | 3,49 | 2,54 | 315      |
| Arcos                                              | 37,33 | 26,46 | 11,42 | 5,29  | 8,64  | 3,34 | 3,62 | 359      |
| Estremoz (Santa Maria e Santo André)               | 28,55 | 30,79 | 13,11 | 9,21  | 6,34  | 4,06 | 3,56 | 2 585    |
| Évora Monte                                        | 42,36 | 15,72 | 9,61  | 6,11  | 10,04 | 3,06 | 4,80 | 229      |
| Glória                                             | 39,39 | 18,18 | 8,59  | 10,61 | 10,61 | 7,07 | 2,02 | 198      |
| São Bento do Cortiço e Santo Estêvão               | 43,40 | 22,13 | 15,32 | 4,26  | 5,96  | 2,13 | 1,70 | 235      |
| São Domingos de Ana Loura                          | 40,82 | 12,93 | 10,20 | 5,44  | 22,45 | 4,08 | 0,68 | 147      |
| São Lourenço de Mamporcão e São Bento de Ana Loura | 35,71 | 26,32 | 12,41 | 4,14  | 12,41 | 3,76 | 1,50 | 266      |
| Veiros                                             | 51,84 | 21,17 | 12,27 | 3,68  | 3,68  | 1,84 | 2,15 | 326      |
| Estremoz                                           | 33,88 | 26,97 | 12,64 | 7,68  | 7,62  | 3,78 | 3,09 | 4 660    |

### Évora
| Partido                 | Partido                                  | Votos  | %               | +/-   |
| ----------------------- | ---------------------------------------- | ------ | --------------- | ----- |
|                         | Partido Socialista                       | 6 294  | 31,32 / 100,00  | 1,85  |
|                         | Aliança Democrática (PPD/PSD-CDS-PP-PPM) | 5 037  | 25,07 / 100,00  | 4,70  |
|                         | Coligação Democrática Unitária (PCP-PEV) | 2 033  | 10,12 / 100,00  | 6,16  |
|                         | CHEGA                                    | 1 949  | 9,70 / 100,00   | -     |
|                         | Iniciativa Liberal                       | 1 921  | 9,56 / 100,00   | 8,82  |
|                         | Bloco de Esquerda                        | 998    | 4,97 / 100,00   | 5,93  |
|                         | LIVRE                                    | 850    | 4,23 / 100,00   | 2,46  |
|                         | Pessoas–Animais–Natureza                 | 207    | 1,03 / 100,00   | 2,38  |
|                         | Outros (com menos de 1,00%)              | 425    | 2,11 / 100,00   |       |
| Votos Inválidos         | Votos Inválidos                          | 379    | 1,88 / 100,00   | 1,89  |
| Total                   | Total                                    | 20 093 | 100,00 / 100,00 |       |
| Eleitorado/Participação | Eleitorado/Participação                  | 46 235 | 43,46 / 100,00  | 22,41 |

| Freguesia                                   | %     | %     | %     | %     | %     | %    | %    | %    | Votantes |
| Freguesia                                   | PS    | AD    | CDU   | CH    | IL    | BE   | L    | PAN  | Votantes |
| ------------------------------------------- | ----- | ----- | ----- | ----- | ----- | ---- | ---- | ---- | -------- |
| Freguesia                                   |       |       |       |       |       |      |      |      | Votantes |
| Bacelo e Senhora da Saúde                   | 32,76 | 25,22 | 9,49  | 9,94  | 9,72  | 4,41 | 4,00 | 0,97 | 6 399    |
| Canaviais                                   | 27,34 | 17,56 | 12,28 | 8,82  | 7,96  | 8,82 | 3,72 | 0,78 | 1 156    |
| Évora                                       | 24,37 | 27,94 | 8,95  | 9,41  | 11,39 | 6,34 | 6,13 | 1,89 | 2 380    |
| Malagueira e Horta das Figueiras            | 30,77 | 26,51 | 9,03  | 10,03 | 10,13 | 5,02 | 4,29 | 1,03 | 7 367    |
| N.S. da Tourega e N.S. de Guadalupe         | 36,35 | 20,88 | 15,86 | 8,84  | 7,43  | 2,61 | 3,62 | 0,60 | 498      |
| Nossa Senhora da Graça do Divor             | 26,42 | 23,11 | 21,70 | 7,08  | 8,96  | 2,83 | 5,19 | 0,47 | 212      |
| Nossa Senhora de Machede                    | 34,70 | 22,13 | 15,85 | 7,38  | 10,66 | 3,01 | 2,19 | 0,82 | 366      |
| São Sebastião da Giesteira e N.S. da Boa Fé | 40,32 | 15,65 | 18,33 | 5,31  | 5,04  | 4,51 | 4,51 | 0,53 | 377      |
| São Bento do Mato                           | 32,97 | 32,43 | 8,38  | 10,00 | 5,95  | 5,14 | 1,35 | 0,54 | 370      |
| São Manços e São Vicente do Pigeiro         | 40,21 | 20,84 | 12,00 | 12,84 | 5,47  | 1,68 | 2,32 | 0    | 475      |
| São Miguel de Machede                       | 38,68 | 19,50 | 13,21 | 10,06 | 8,18  | 2,83 | 3,77 | 0,31 | 318      |
| Torre de Coelheiros                         | 47,43 | 16,00 | 12,57 | 6,86  | 1,14  | 5,71 | 3,43 | 1,71 | 175      |
| Évora                                       | 31,32 | 25,07 | 10,12 | 9,70  | 9,56  | 4,97 | 4,23 | 1,03 | 20 093   |

### Montemor-o-Novo
| Partido                 | Partido                                  | Votos  | %               | +/-   |
| ----------------------- | ---------------------------------------- | ------ | --------------- | ----- |
|                         | Partido Socialista                       | 2 323  | 32,65 / 100,00  | 0,42  |
|                         | Aliança Democrática (PPD/PSD-CDS-PP-PPM) | 1 467  | 20,62 / 100,00  | 7,79  |
|                         | Coligação Democrática Unitária (PCP-PEV) | 1 436  | 20,18 / 100,00  | 15,73 |
|                         | CHEGA                                    | 576    | 8,10 / 100,00   | -     |
|                         | Iniciativa Liberal                       | 482    | 6,77 / 100,00   | 6,50  |
|                         | Bloco de Esquerda                        | 264    | 3,71 / 100,00   | 2,06  |
|                         | LIVRE                                    | 230    | 3,23 / 100,00   | 1,94  |
|                         | Alternativa Democrática Nacional         | 74     | 1,04 / 100,00   | 0,84  |
|                         | Outros (com menos de 1,00%)              | 120    | 1,69 / 100,00   |       |
| Votos Inválidos         | Votos Inválidos                          | 143    | 2,01 / 100,00   | 2,28  |
| Total                   | Total                                    | 7 115  | 100,00 / 100,00 |       |
| Eleitorado/Participação | Eleitorado/Participação                  | 13 598 | 52,32 / 100,00  | 20,38 |

| Freguesia                               | %     | %     | %     | %     | %     | %    | %    | %    | Votantes |
| Freguesia                               | PS    | AD    | CDU   | CH    | IL    | BE   | L    | ADN  | Votantes |
| --------------------------------------- | ----- | ----- | ----- | ----- | ----- | ---- | ---- | ---- | -------- |
| Freguesia                               |       |       |       |       |       |      |      |      | Votantes |
| Cabrela                                 | 39,53 | 22,48 | 12,79 | 12,02 | 3,49  | 1,16 | 1,55 | 1,94 | 258      |
| Ciborro                                 | 56,94 | 13,88 | 9,25  | 6,05  | 4,63  | 1,42 | 3,91 | 1,07 | 281      |
| Cortiçadas de Lavre e Lavre             | 30,84 | 22,91 | 17,15 | 7,06  | 8,21  | 5,04 | 3,60 | 1,87 | 694      |
| Foros de Vale de Figueira               | 37,35 | 15,31 | 22,45 | 6,73  | 5,31  | 4,29 | 3,06 | 1,02 | 490      |
| N.S. da Vila, N.S. do Bispo e Silveiras | 30,65 | 21,37 | 21,42 | 8,36  | 6,40  | 3,82 | 3,41 | 0,81 | 4 342    |
| Santiago do Escoural                    | 37,79 | 12,48 | 25,67 | 6,60  | 6,60  | 4,46 | 2,67 | 0,71 | 561      |
| São Cristóvão                           | 24,74 | 28,22 | 15,13 | 9,41  | 12,68 | 2,04 | 2,45 | 1,84 | 489      |
| Montemor-o-Novo                         | 32,65 | 20,62 | 20,18 | 8,10  | 6,77  | 3,71 | 3,23 | 1,04 | 7 115    |

### Mora
| Partido                 | Partido                                  | Votos | %               | +/-   |
| ----------------------- | ---------------------------------------- | ----- | --------------- | ----- |
|                         | Partido Socialista                       | 672   | 32,67 / 100,00  | 3,68  |
|                         | Coligação Democrática Unitária (PCP-PEV) | 435   | 21,15 / 100,00  | 18,50 |
|                         | Aliança Democrática (PPD/PSD-CDS-PP-PPM) | 422   | 20,52 / 100,00  | 9,11  |
|                         | CHEGA                                    | 161   | 7,83 / 100,00   | -     |
|                         | Iniciativa Liberal                       | 147   | 7,15 / 100,00   | 6,97  |
|                         | Bloco de Esquerda                        | 68    | 3,31 / 100,00   | 1,38  |
|                         | LIVRE                                    | 47    | 2,28 / 100,00   | 1,54  |
|                         | Alternativa Democrática Nacional         | 25    | 1,22 / 100,00   | 1,22  |
|                         | Outros (com menos de 1,00%)              | 34    | 1,65 / 100,00   |       |
| Votos Inválidos         | Votos Inválidos                          | 46    | 2,24 / 100,00   | 2,92  |
| Total                   | Total                                    | 2 057 | 100,00 / 100,00 |       |
| Eleitorado/Participação | Eleitorado/Participação                  | 3 797 | 54,17 / 100,00  | 27,77 |

| Freguesia | %     | %     | %     | %     | %    | %    | %    | %    | Votantes |
| Freguesia | PS    | CDU   | AD    | CH    | IL   | BE   | L    | ADN  | Votantes |
| --------- | ----- | ----- | ----- | ----- | ---- | ---- | ---- | ---- | -------- |
| Freguesia |       |       |       |       |      |      |      |      | Votantes |
| Brotas    | 36,26 | 24,54 | 16,48 | 8,79  | 5,86 | 2,56 | 0,73 | 0,73 | 273      |
| Cabeção   | 33,09 | 21,65 | 15,33 | 11,44 | 3,65 | 4,87 | 2,43 | 1,70 | 411      |
| Mora      | 30,52 | 22,71 | 21,99 | 6,37  | 8,63 | 2,88 | 2,77 | 0,82 | 973      |
| Pavia     | 35,00 | 14,50 | 25,00 | 7,00  | 8,00 | 3,25 | 2,00 | 2,00 | 400      |
| Mora      | 32,67 | 21,15 | 20,52 | 7,83  | 7,15 | 3,31 | 2,28 | 1,22 | 2 057    |

### Mourão
| Partido                 | Partido                                  | Votos | %               | +/-   |
| ----------------------- | ---------------------------------------- | ----- | --------------- | ----- |
|                         | Partido Socialista                       | 377   | 33,01 / 100,00  | 8,32  |
|                         | Aliança Democrática (PPD/PSD-CDS-PP-PPM) | 334   | 29,25 / 100,00  | 0,92  |
|                         | CHEGA                                    | 183   | 16,02 / 100,00  | -     |
|                         | Coligação Democrática Unitária (PCP-PEV) | 82    | 7,18 / 100,00   | 4,82  |
|                         | Iniciativa Liberal                       | 68    | 5,95 / 100,00   | 5,95  |
|                         | LIVRE                                    | 34    | 2,98 / 100,00   | 2,98  |
|                         | Bloco de Esquerda                        | 28    | 2,45 / 100,00   | 0,12  |
|                         | Outros (com menos de 1,00%)              | 14    | 1,23 / 100,00   |       |
| Votos Inválidos         | Votos Inválidos                          | 22    | 1,93 / 100,00   | 2,41  |
| Total                   | Total                                    | 1 142 | 100,00 / 100,00 |       |
| Eleitorado/Participação | Eleitorado/Participação                  | 2 124 | 53,77 / 100,00  | 40,07 |

| Freguesia | %     | %     | %     | %     | %    | %    | %    | Votantes |
| Freguesia | PS    | AD    | CH    | CDU   | IL   | L    | BE   | Votantes |
| --------- | ----- | ----- | ----- | ----- | ---- | ---- | ---- | -------- |
| Freguesia |       |       |       |       |      |      |      | Votantes |
| Granja    | 38,15 | 20,88 | 13,65 | 12,85 | 7,63 | 2,01 | 1,61 | 249      |
| Luz       | 24,45 | 39,74 | 13,10 | 5,24  | 5,24 | 4,80 | 2,18 | 229      |
| Mourão    | 34,04 | 28,77 | 17,92 | 5,72  | 5,57 | 2,71 | 2,86 | 664      |
| Mourão    | 33,01 | 29,25 | 16,02 | 7,18  | 5,95 | 2,98 | 2,45 | 1 142    |

### Portel
| Partido                 | Partido                                  | Votos | %               | +/-   |
| ----------------------- | ---------------------------------------- | ----- | --------------- | ----- |
|                         | Partido Socialista                       | 860   | 39,78 / 100,00  | 5,92  |
|                         | Coligação Democrática Unitária (PCP-PEV) | 493   | 22,80 / 100,00  | 8,82  |
|                         | Aliança Democrática (PPD/PSD-CDS-PP-PPM) | 315   | 14,57 / 100,00  | 9,66  |
|                         | CHEGA                                    | 175   | 8,09 / 100,00   | -     |
|                         | Iniciativa Liberal                       | 89    | 4,12 / 100,00   | 3,90  |
|                         | Bloco de Esquerda                        | 72    | 3,33 / 100,00   | 2,45  |
|                         | LIVRE                                    | 45    | 2,08 / 100,00   | 1,43  |
|                         | Outros (com menos de 1,00%)              | 61    | 2,54 / 100,00   |       |
| Votos Inválidos         | Votos Inválidos                          | 52    | 2,40 / 100,00   | 1,07  |
| Total                   | Total                                    | 2 162 | 100,00 / 100,00 |       |
| Eleitorado/Participação | Eleitorado/Participação                  | 4 959 | 43,60 / 100,00  | 16,94 |

| Freguesia                          | %     | %     | %     | %    | %    | %    | %    | Votantes |
| Freguesia                          | PS    | CDU   | AD    | CH   | IL   | BE   | L    | Votantes |
| ---------------------------------- | ----- | ----- | ----- | ---- | ---- | ---- | ---- | -------- |
| Freguesia                          |       |       |       |      |      |      |      | Votantes |
| Amieira e Alqueva                  | 33,79 | 30,84 | 16,10 | 5,90 | 4,08 | 2,27 | 2,27 | 441      |
| Monte do Trigo                     | 39,37 | 33,33 | 10,16 | 7,30 | 1,90 | 2,22 | 0,95 | 315      |
| Portel                             | 35,43 | 22,12 | 16,77 | 9,16 | 5,11 | 3,92 | 2,73 | 841      |
| Santana                            | 58,28 | 15,89 | 8,61  | 8,61 | 0    | 3,31 | 1,32 | 151      |
| São Bartolomeu do Outeiro e Oriola | 47,45 | 10,22 | 12,77 | 8,76 | 5,84 | 4,74 | 2,19 | 274      |
| Vera Cruz                          | 50,71 | 10,00 | 16,43 | 8,57 | 4,29 | 2,86 | 0,71 | 140      |
| Portel                             | 39,78 | 22,80 | 14,57 | 8,09 | 4,12 | 3,33 | 2,08 | 2 162    |

### Redondo
| Partido                 | Partido                                  | Votos | %               | +/-   |
| ----------------------- | ---------------------------------------- | ----- | --------------- | ----- |
|                         | Partido Socialista                       | 793   | 35,85 / 100,00  | 5,09  |
|                         | Aliança Democrática (PPD/PSD-CDS-PP-PPM) | 490   | 22,15 / 100,00  | 7,11  |
|                         | Coligação Democrática Unitária (PCP-PEV) | 287   | 12,97 / 100,00  | 9,14  |
|                         | CHEGA                                    | 239   | 10,80 / 100,00  | -     |
|                         | Iniciativa Liberal                       | 152   | 6,87 / 100,00   | 6,57  |
|                         | Bloco de Esquerda                        | 79    | 3,57 / 100,00   | 3,60  |
|                         | LIVRE                                    | 70    | 3,16 / 100,00   | 2,46  |
|                         | Outros (com menos de 1,00%)              | 66    | 2,98 / 100,00   |       |
| Votos Inválidos         | Votos Inválidos                          | 36    | 1,63 / 100,00   | 3,05  |
| Total                   | Total                                    | 2 212 | 100,00 / 100,00 |       |
| Eleitorado/Participação | Eleitorado/Participação                  | 5 558 | 39,80 / 100,00  | 22,07 |

| Freguesia | %     | %     | %     | %     | %    | %    | %    | Votantes |
| Freguesia | PS    | AD    | CDU   | CH    | IL   | BE   | L    | Votantes |
| --------- | ----- | ----- | ----- | ----- | ---- | ---- | ---- | -------- |
| Freguesia |       |       |       |       |      |      |      | Votantes |
| Montoito  | 34,58 | 20,75 | 16,60 | 13,64 | 4,55 | 3,75 | 1,38 | 506      |
| Redondo   | 36,23 | 22,57 | 11,90 | 9,96  | 7,56 | 3,52 | 3,69 | 1 706    |
| Redondo   | 35,85 | 22,15 | 12,97 | 10,80 | 6,87 | 3,57 | 3,16 | 2 212    |

### Reguengos de Monsaraz
| Partido                 | Partido                                  | Votos | %               | +/-   |
| ----------------------- | ---------------------------------------- | ----- | --------------- | ----- |
|                         | Partido Socialista                       | 1 429 | 35,29 / 100,00  | 15,88 |
|                         | Aliança Democrática (PPD/PSD-CDS-PP-PPM) | 1 073 | 26,50 / 100,00  | 12,69 |
|                         | CHEGA                                    | 523   | 12,92 / 100,00  | -     |
|                         | Iniciativa Liberal                       | 302   | 7,46 / 100,00   | 7,28  |
|                         | Coligação Democrática Unitária (PCP-PEV) | 279   | 6,89 / 100,00   | 6,26  |
|                         | Bloco de Esquerda                        | 129   | 3,19 / 100,00   | 3,92  |
|                         | LIVRE                                    | 127   | 3,14 / 100,00   | 2,66  |
|                         | Alternativa Democrática Nacional         | 42    | 1,04 / 100,00   | 1,04  |
|                         | Outros (com menos de 1,00%)              | 67    | 1,66 / 100,00   |       |
| Votos Inválidos         | Votos Inválidos                          | 78    | 1,93 / 100,00   | 3,45  |
| Total                   | Total                                    | 4 049 | 100,00 / 100,00 |       |
| Eleitorado/Participação | Eleitorado/Participação                  | 8 789 | 46,07 / 100,00  | 27,33 |

| Freguesia             | %     | %     | %     | %    | %    | %    | %    | %    | Votantes |
| Freguesia             | PS    | AD    | CH    | IL   | CDU  | BE   | L    | ADN  | Votantes |
| --------------------- | ----- | ----- | ----- | ---- | ---- | ---- | ---- | ---- | -------- |
| Freguesia             |       |       |       |      |      |      |      |      | Votantes |
| Campo e Campinho      | 40,57 | 21,93 | 15,57 | 4,82 | 8,99 | 2,85 | 2,63 | 0,22 | 456      |
| Corval                | 39,86 | 21,34 | 13,76 | 4,76 | 8,64 | 4,41 | 2,82 | 0,88 | 567      |
| Monsaraz              | 34,18 | 25,66 | 13,03 | 9,97 | 4,79 | 2,53 | 4,12 | 1,20 | 752      |
| Reguengos de Monsaraz | 33,47 | 28,98 | 12,14 | 7,83 | 6,73 | 3,17 | 2,99 | 1,19 | 2 274    |
| Reguengos de Monsaraz | 35,29 | 26,50 | 12,92 | 7,46 | 6,89 | 3,19 | 3,14 | 1,04 | 4 049    |

### Vendas Novas
| Partido                 | Partido                                  | Votos  | %               | +/-   |
| ----------------------- | ---------------------------------------- | ------ | --------------- | ----- |
|                         | Partido Socialista                       | 1 440  | 33,95 / 100,00  | 2,96  |
|                         | Aliança Democrática (PPD/PSD-CDS-PP-PPM) | 1 015  | 23,93 / 100,00  | 7,75  |
|                         | Coligação Democrática Unitária (PCP-PEV) | 569    | 13,41 / 100,00  | 10,47 |
|                         | CHEGA                                    | 503    | 11,86 / 100,00  | -     |
|                         | Iniciativa Liberal                       | 273    | 6,44 / 100,00   | 6,08  |
|                         | Bloco de Esquerda                        | 136    | 3,21 / 100,00   | 3,37  |
|                         | LIVRE                                    | 95     | 2,24 / 100,00   | 1,56  |
|                         | Outros (com menos de 1,00%)              | 125    | 2,94 / 100,00   |       |
| Votos Inválidos         | Votos Inválidos                          | 86     | 2,02 / 100,00   | 3,16  |
| Total                   | Total                                    | 4 242  | 100,00 / 100,00 |       |
| Eleitorado/Participação | Eleitorado/Participação                  | 10 049 | 42,21 / 100,00  | 20,05 |

| Freguesia    | %     | %     | %     | %     | %    | %    | %    | Votantes |
| Freguesia    | PS    | AD    | CDU   | CH    | IL   | BE   | L    | Votantes |
| ------------ | ----- | ----- | ----- | ----- | ---- | ---- | ---- | -------- |
| Freguesia    |       |       |       |       |      |      |      | Votantes |
| Landeira     | 40,00 | 18,86 | 17,43 | 11,14 | 4,57 | 3,71 | 1,71 | 350      |
| Vendas Novas | 33,40 | 24,38 | 13,05 | 11,92 | 6,60 | 3,16 | 2,29 | 3 892    |
| Vendas Novas | 33,95 | 23,93 | 13,41 | 11,86 | 6,44 | 3,21 | 2,24 | 4 242    |

### Viana do Alentejo
| Partido                 | Partido                                  | Votos | %               | +/-   |
| ----------------------- | ---------------------------------------- | ----- | --------------- | ----- |
|                         | Partido Socialista                       | 652   | 34,06 / 100,00  | 0,18  |
|                         | Aliança Democrática (PPD/PSD-CDS-PP-PPM) | 378   | 19,75 / 100,00  | 8,81  |
|                         | Coligação Democrática Unitária (PCP-PEV) | 342   | 17,87 / 100,00  | 17,40 |
|                         | CHEGA                                    | 204   | 10,66 / 100,00  | -     |
|                         | Iniciativa Liberal                       | 119   | 6,22 / 100,00   | 6,10  |
|                         | Bloco de Esquerda                        | 76    | 3,97 / 100,00   | 1,15  |
|                         | LIVRE                                    | 56    | 2,93 / 100,00   | 2,46  |
|                         | Outros (com menos de 1,00%)              | 53    | 2,78 / 100,00   |       |
| Votos Inválidos         | Votos Inválidos                          | 34    | 1,78 / 100,00   | 2,76  |
| Total                   | Total                                    | 1 914 | 100,00 / 100,00 |       |
| Eleitorado/Participação | Eleitorado/Participação                  | 4 659 | 41,08 / 100,00  | 22,50 |

| Freguesia         | %     | %     | %     | %     | %    | %    | %    | Votantes |
| Freguesia         | PS    | AD    | CDU   | CH    | IL   | BE   | L    | Votantes |
| ----------------- | ----- | ----- | ----- | ----- | ---- | ---- | ---- | -------- |
| Freguesia         |       |       |       |       |      |      |      | Votantes |
| Aguiar            | 33,14 | 10,85 | 34,90 | 6,45  | 5,87 | 2,64 | 1,17 | 341      |
| Alcáçovas         | 33,46 | 22,70 | 14,57 | 10,89 | 7,48 | 3,28 | 3,41 | 762      |
| Viana do Alentejo | 35,02 | 20,72 | 13,81 | 12,21 | 5,18 | 5,18 | 3,21 | 811      |
| Viana do Alentejo | 34,06 | 19,75 | 17,87 | 10,66 | 6,22 | 3,97 | 2,93 | 1 914    |

### Vila Viçosa
| Partido                 | Partido                                  | Votos | %               | +/-   |
| ----------------------- | ---------------------------------------- | ----- | --------------- | ----- |
|                         | Partido Socialista                       | 881   | 35,61 / 100,00  | 1,22  |
|                         | Aliança Democrática (PPD/PSD-CDS-PP-PPM) | 670   | 27,08 / 100,00  | 9,28  |
|                         | CHEGA                                    | 271   | 10,95 / 100,00  | -     |
|                         | Coligação Democrática Unitária (PCP-PEV) | 244   | 9,86 / 100,00   | 7,29  |
|                         | Iniciativa Liberal                       | 173   | 6,99 / 100,00   | 6,58  |
|                         | Bloco de Esquerda                        | 81    | 3,27 / 100,00   | 7,23  |
|                         | LIVRE                                    | 68    | 2,75 / 100,00   | 1,77  |
|                         | Outros (com menos de 1,00%)              | 47    | 1,90 / 100,00   |       |
| Votos Inválidos         | Votos Inválidos                          | 39    | 1,58 / 100,00   | 3,43  |
| Total                   | Total                                    | 2 474 | 100,00 / 100,00 |       |
| Eleitorado/Participação | Eleitorado/Participação                  | 6 551 | 37,77 / 100,00  | 19,93 |

| Freguesia                          | %     | %     | %     | %     | %    | %    | %    | Votantes |
| Freguesia                          | PS    | AD    | CH    | CDU   | IL   | BE   | L    | Votantes |
| ---------------------------------- | ----- | ----- | ----- | ----- | ---- | ---- | ---- | -------- |
| Freguesia                          |       |       |       |       |      |      |      | Votantes |
| Bencatel                           | 41,78 | 15,31 | 6,81  | 21,55 | 5,10 | 2,46 | 3,40 | 529      |
| Ciladas                            | 34,26 | 22,71 | 17,93 | 6,77  | 7,97 | 4,78 | 1,59 | 251      |
| N.S. da Conceição e São Bartolomeu | 32,63 | 32,82 | 11,13 | 6,81  | 7,44 | 3,05 | 2,93 | 1 572    |
| Pardais                            | 50,00 | 13,11 | 12,30 | 4,92  | 7,38 | 6,56 | 0    | 122      |
| Vila Viçosa                        | 35,61 | 27,08 | 10,95 | 9,86  | 6,99 | 3,27 | 2,75 | 2 474    |